# Michel Brunet
Michel Brunet (Magné (Vienne), 6 aprile 1940) è un archeologo e paleoantropologo francese.

## Biografia
Michel Brunet è un paleontologo francese e professore al Collège de France. Nel 2001 Brunet annunciò la scoperta in Ciad del cranio e dei resti della mascella di un ominide del tardo Miocene, soprannominato Toumai.